# DJ Durano
Thaddeus Martinez Durano Jr. (17 de agosto de 1972), conocido artísticamente como DJ Durano, es un actor, cantante, comediante, modelo y músico filipino.

## Carrera
Los inicios de la carrera de DJ Durano, comenzó siendo parte un evento llamado Entertainment of German Moreno. Durante su participación en los escenarios, ha sido denominado como el asesino de las damas por su carisma de conquistar al público femenino. Tuvo una relación amorosa con Rufa Mae Quinto, aunque esta relación no duró por mucho tiempo.
Desde su adolescencia, DJ Durano ha encontrado su pasión extrema en música y formó parte como vocalista en diferentes bandas musicales como “Intense”, “Musik Jive”, “Frontline” y “Next Level”. Estas experiencias le permitieron a ganar experiencia y además estar familiarizado con los diferentes géneros musicales. Así también como su perfección en sus habilidades musicales al máximo nivel.

## Filmografía

### Televisión
| Año       | Espectáculos                                                     | Personaje          | Canal   |
| --------- | ---------------------------------------------------------------- | ------------------ | ------- |
| 2011      | Mula Sa Puso                                                     | Ysmael Matias      | ABS-CBN |
| 2010–2011 | Sabel                                                            | Fr. Manny          | ABS-CBN |
| 2010      | Kokey @ Ako                                                      | Dr. DJ Caparas     | ABS-CBN |
| 2010      | Rosalka                                                          | Teddy              | ABS-CBN |
| 2010      | Habang May Buhay                                                 | Rod                | ABS-CBN |
| 2010      | Lumang Piso Para sa Puso                                         | Councilor Magtulis | ABS-CBN |
| 2008      | Dyosa                                                            | Dexter             | ABS-CBN |
| 2009      | Precious Hearts Romances Presents: Ang Lalaking Nagmahal Sa Akin | Greg               | ABS-CBN |
| 2008      | Pieta                                                            | Kabo               | ABS-CBN |
| 2008      | Love Spell : Elay Enchanted                                      | Gil                | ABS-CBN |
| 2008      | My Girl                                                          | John               | ABS-CBN |
| 2008      | Maligno                                                          | SPO2 Damien Dumlao | ABS-CBN |
| 2008      | Volta                                                            | Anthony            | ABS-CBN |
| 2007      | Walang Kapalit                                                   | Bryan Bermúdez     | ABS-CBN |
| 2007      | Kokey                                                            | Mr. DJ             | ABS-CBN |
| 2006      | Da Adventures of Pedro Penduko                                   | Haring Haddi       | ABS-CBN |
| 2005      | Kampanerang Kuba                                                 | Anghel             | ABS-CBN |

### Películas
| Año  | Título                                | Personaje                    | Productor                |
| ---- | ------------------------------------- | ---------------------------- | ------------------------ |
| 2011 | Praybeyt Benjamin                     | Dominador "Dondi" Rosales    | Star Cinema & Viva Films |
| 2011 | Who's That Girl?                      | Johnny                       | Viva Films               |
| 2010 | Petrang Kabayo                        | Dickson                      | Viva Films               |
| 2010 | Hating Kapatid                        | Noel                         | Viva Films               |
| 2009 | Ang Tanging Pamilya: A Marry Go Round | Archie                       | Star Cinema              |
| 2008 | Ang Tanging Ina Ninyong Lahat         | Vice President Bill Bilyones | Star Cinema              |
| 2008 | Pasukob                               | Dino                         | OctoArts Films           |
| 2008 | Baler                                 | Pablo / Ambo                 |                          |
| 2007 | Ang Cute Ng Ina Mo                    | Delfín                       | Star Cinema              |